# Tamworth (Australie)
Pour les articles homonymes, voir Tamworth (homonymie).
Tamworth est une ville (city) de la Nouvelle-Angleterre, une région de Nouvelle-Galles du Sud en Australie à 420 kilomètres au nord de Sydney sur la Peel River, sur le versant ouest de la Cordillère australienne. Elle compte 42 499 habitants en 2006.

## Biographie
Tamworth est réputée en Australie pour être la capitale de la country music et le siège du festival annuel de musique country de Tamworth. La ville est aussi célèbre pour ses élevages de chevaux et pour son éclairage public, le plus ancien d'Australie.
L'aviation joue un rôle important dans l'économie locale, due en partie aux conditions météorologiques que connait la ville, avec les anciennes compagnies aériennes de East West Airlines and Eastern Airlines ayant eu des services et des centres de maintenance sur l'aéroport de Tamworth. L'aéroport de Tamworth est l'un des 10 plus importants d'Australie et est un important centre de formation au pilotage pour les compagnies aériennes et les forces armées aériennes. Le BAE Systems Flight Training College regroupe les cours de formation pour tous les futurs pilotes militaires et le centre d'entrainement de l'Armée australienne et des forces aériennes de Singapour. L’Australasian Pacific Aeronautical College and New England Institute of TAFE situés dans la ville offrent également une formation aux métiers de l'aéronautique].
Avant l'arrivée des Européens, la région était habitée par les Aborigènes Kamilaroi.
En 1818, l'explorateur John Oxley traversa la région et donna à la rivière le nom de Peel en l'honneur du premier ministre britannique de l'époque, Robert Peel. En 1831 s'installèrent les premiers colons et leurs moutons. En 1850, la ville prit le nom de Tamworth à l'imitation de la ville anglaise qui avait Robert Peel comme député.
En 1946, la ville devint city.
A l'entrée de la ville une guitare en or de 12 mètres de haut accueille les visiteurs. En 1973 eut lieu la première cérémonie des Country Music Awards qui devient vite l'Australian Country Music Festival, organisé chaque année pendant dix jours en janvier. Plus de 30 000 fans viennent pour cette occasion.

## Climat
Tamworth a un climat subtropical humide (Köppen: Cfa) avec des étés chauds et relativement humides et des hivers frais et assez secs. Les temps maximales varient de 33,0 ºC en janvier à 16,5 ºC en juillet; et les temps minimales rangent de 17,7 ºC en janvier à 2,3 ºC en juillet. La pluviométrie est modérée basse: 654,3 mm par an, avec 86.4 jours pluivieux. Évidemment, la ville est assez ensoleillée: avec 133.9 jours clairs et 89.2 jours nuageux annuellement. La température la plus élevée enregistrée est de 45,9 ºC le 12 février 2017, tandis que la température la plus basse est de −6,6 ºC le 9 juillet 2011.
| Mois                                | jan. | fév.  | mars  | avril | mai   | juin | jui.  | août  | sep. | oct.  | nov. | déc.  | année   |
| ----------------------------------- | ---- | ----- | ----- | ----- | ----- | ---- | ----- | ----- | ---- | ----- | ---- | ----- | ------- |
| Température minimale moyenne (°C)   | 17,7 | 16,9  | 14,5  | 10    | 5,9   | 3,6  | 2,3   | 2,8   | 5,8  | 9,7   | 13,3 | 15,6  | 9,8     |
| Température maximale moyenne (°C)   | 33   | 31,7  | 29,4  | 25,4  | 20,8  | 17   | 16,5  | 18,6  | 22,1 | 25,7  | 28,5 | 30,8  | 25      |
| Record de froid (°C)                | 7,1  | 6     | 1,9   | −0,5  | −4,8  | −6   | −6,6  | −6,3  | −4   | −0,3  | 2,7  | 4,6   | −6,6    |
| Record de chaleur (°C)              | 45,1 | 45,9  | 39    | 33,3  | 29,7  | 25,4 | 23,9  | 29,8  | 34   | 38,6  | 41,9 | 42,3  | 45,9    |
| Ensoleillement (h)                  | 310  | 279,7 | 285,2 | 234   | 207,7 | 186  | 195,3 | 241,8 | 255  | 285,2 | 285  | 306,9 | 3 071,8 |
| Précipitations (mm)                 | 61,4 | 71,5  | 64,2  | 28,4  | 29,4  | 54,8 | 40,9  | 38,7  | 44,9 | 57,5  | 84,4 | 79,2  | 654,3   |
| Nombre de jours avec précipitations | 6,8  | 7,4   | 7,4   | 4,2   | 5     | 8,8  | 8,5   | 6,3   | 6,7  | 8     | 8,5  | 8,8   | 86,4    |
| Humidité relative (%)               | 35   | 40    | 37    | 36    | 44    | 52   | 51    | 41    | 40   | 38    | 39   | 36    | 41      |